# Donte Moncrief
Donte Rakeem Moncrief (* 6. srpna 1993) je hráč amerického fotbalu nastupující na pozici na pozici Wide receivera za tým Indianapolis Colts v National Football League. Univerzitní fotbal hrál za University of Mississippi, poté byl vybrán ve třetím kole Draftu NFL 2014 týmem Indianapolis Colts.

## Vysoká škola
Moncrief navštěvoval Raleigh High School a za místní fotbalový tým si jako Wide receiver v posledním ročníku připsal 21 zachycených přihrávek pro 441 yardů a 9 touchdownů. Kromě toho jako Quarterback naházel 365 yardů a 2 touchdowny, a z dvanácti pokusů naběhal 144 yardů. V obraně nasbíral 48 tacklů, z toho čtyři pro ztrátu, a 4 interceptiony. Mimo fotbalu se rovněž věnoval atletice, zejména skoku do dálky, ve které zaznamenal osobní rekord 7,76 metru. Fotbalový web Rivals.com ho ohodnotil na čtyři hvězdičky z pěti jako sedmnáctého nejlepšího Wide receivera v zemi.

## Univerzitní kariéra
Moncrief navštěvoval mezi roky 2011 až 2013 University of Mississippi. Během této doby zaznamenal 156 zachycených přihrávek pro 2 371 yardů a 20 touchdownů. 3. ledna 2014 Moncrief oznámil, že nenastoupí do posledního ročníku a zúčastní se Draftu NFL 2014.

## Profesionální kariéra

### Draft NFL 2014
Moncrief byl vybrán ve třetím kole Draftu NFL 2014 jako 90. hráč celkově týmem Indianapolis Colts. 30. května 2014 s ním Colts podepsali nováčkovský kontrakt.
| Parametry před draftem |           |            |                |        |        |          |            |         |              |
| Výška                  | Váha      | Délka paží | Velikost rukou | 40 yd  | 20 ss  | 3 kužely | Vert       | Broad   | Benchpress   |
| 6 stop 2 palce         | 221 liber | 32 palců   | 9 1⁄8 palce    | 4.40 s | 4.30 s | 7.02 s   | 39,5 palce | 11 stop | 13 opakování |

### Indianapolis Colts

#### Sezóna 2014
26. října 2014 proti Steelers zaznamenal Moncrief první touchdown kariéry, na který mu přihrál Quarterback Andrew Luck. Nejlepší výkon předvedl v 13. týdnu při vítězství Colts 49:27 nad Washingtonem Redskins, kdy si připsal 3 zachycené přihrávky pro 134 yardů a 2 touchdowny. Celkem v sezóně nastoupil do všech šestnácti zápasů (z toho dvakrát jako startující hráč) a v nich zaznamenal 32 zachycených přihrávek pro 444 yardů a 3 touchdowny.

### Statistiky

#### Základní část
| Sezóna | Tým                | Zápasů | Zápasů | Zachycených přihrávek | Zachycených přihrávek | Zachycených přihrávek | Zachycených přihrávek | Zachycených přihrávek | Běhové pokusy | Běhové pokusy | Běhové pokusy | Běhové pokusy | Běhové pokusy | Fumbly | Fumbly |
| Sezóna | Tým                | OZ     | SH     | Zach                  | Yardy                 | Prům                  | Nejd                  | TD                    | Pok           | Yardy         | Prům          | Nejd          | TD            | Fum    | Ztrac  |
| ------ | ------------------ | ------ | ------ | --------------------- | --------------------- | --------------------- | --------------------- | --------------------- | ------------- | ------------- | ------------- | ------------- | ------------- | ------ | ------ |
| 2014   | Indianapolis Colts | 16     | 2      | 32                    | 444                   | 13.9                  | 79T                   | 3                     | 4             | 17            | 4.3           | 7             | 0             | –      | –      |
|        | Celkem             | 16     | 2      | 32                    | 444                   | 13.9                  | 79T                   | 3                     | 4             | 17            | 4.3           | 7             | 0             | 0      | 0      |

### Play-off
| Sezóna | Tým                | Zápasů | Zápasů | Zachycených přihrávek | Zachycených přihrávek | Zachycených přihrávek | Zachycených přihrávek | Zachycených přihrávek | Běhové pokusy | Běhové pokusy | Běhové pokusy | Běhové pokusy | Běhové pokusy | Fumbly | Fumbly |
| Sezóna | Tým                | OZ     | SH     | Zach                  | Yardy                 | Prům                  | Nejd                  | TD                    | Pok           | Yardy         | Prům          | Nejd          | TD            | Fum    | Ztrac  |
| ------ | ------------------ | ------ | ------ | --------------------- | --------------------- | --------------------- | --------------------- | --------------------- | ------------- | ------------- | ------------- | ------------- | ------------- | ------ | ------ |
| 2014   | Indianapolis Colts | 2      | 0      | 5                     | 86                    | 17.2                  | 36T                   | 1                     | –             | –             | –             | –             | –             | –      | –      |
|        | Celkem             | 2      | 0      | 5                     | 86                    | 17.2                  | 36T                   | 1                     | –             | –             | –             | –             | –             | –      | –      |